# Melodi Grand Prix 2014
Der 52. Melodi Grand Prix war der norwegische Vorentscheid für den Eurovision Song Contest 2014 in Kopenhagen (Dänemark). Als Sieger ging Carl Espen hervor. Die Moderatoren des norwegischen Vorentscheids waren, wie im Vorjahr, Jenny Skavlan und Erik Solbakken. Der Gewinner des Vorentscheides, Carl Espen, vertrat Norwegen beim Eurovision Song Contest 2014 mit dem Song Silent Storm in Kopenhagen. Ausstrahlender Sender war wie in jedem Jahr NRK1.

## Format

### Konzept
Anders als in den Vorjahren, wurden die Vorrunden des Melodi Grand Prix nicht in unterschiedlichen norwegischen Städten abgehalten, sondern alle an drei aufeinander folgenden Tagen im Folketeateret in Oslo. Außerdem hat sich die Anzahl der Teilnehmer verringert. Während 2013 noch sieben Teilnehmer pro Halbfinale vorgestellt wurden, waren es 2014 lediglich fünf pro Sendung, von denen sich jeweils drei Künstler für das Finale im Oslo Spektrum qualifizierten. Im Vorfeld der Halbfinals wurden 15-sekündige Vorschauclips mit den Songs der Teilnehmer auf nrk.no/mgp eingestellt. Eine weitere Neuerung war, dass von nun an nur noch per SMS abgestimmt werden konnte und im Gullfinalen (Goldfinale), in dem die vier Publikumsfavoriten aufeinandertrafen, keine lokalen Jurys mehr Punkte abgegeben haben.

## Teilnehmer
Alle teilnehmenden Künstler wurden am 27. Januar 2014 auf einer Pressekonferenz vorgestellt. Gleichzeitig wurden kurze Vorschauclips auf nrk.no/mgp und Instagram eingestellt, um einen Eindruck von den Künstlern und Liedern zu bekommen. Schließlich wurden am 19. Februar 2014 alle Songs offiziell auf den Streaming-Plattformen Spotify und Wimp veröffentlicht. Ausländische Interessierte hatten jedoch Schwierigkeiten alle Beiträge zu hören, da einige Songs nur Rechte für den norwegischen Musikmarkt besitzen. Außerdem wurden zu Werbezwecken Videos auf nrk.no/mgp eingestellt, in denen die Künstler näher vorgestellt wurden.

## Halbfinale

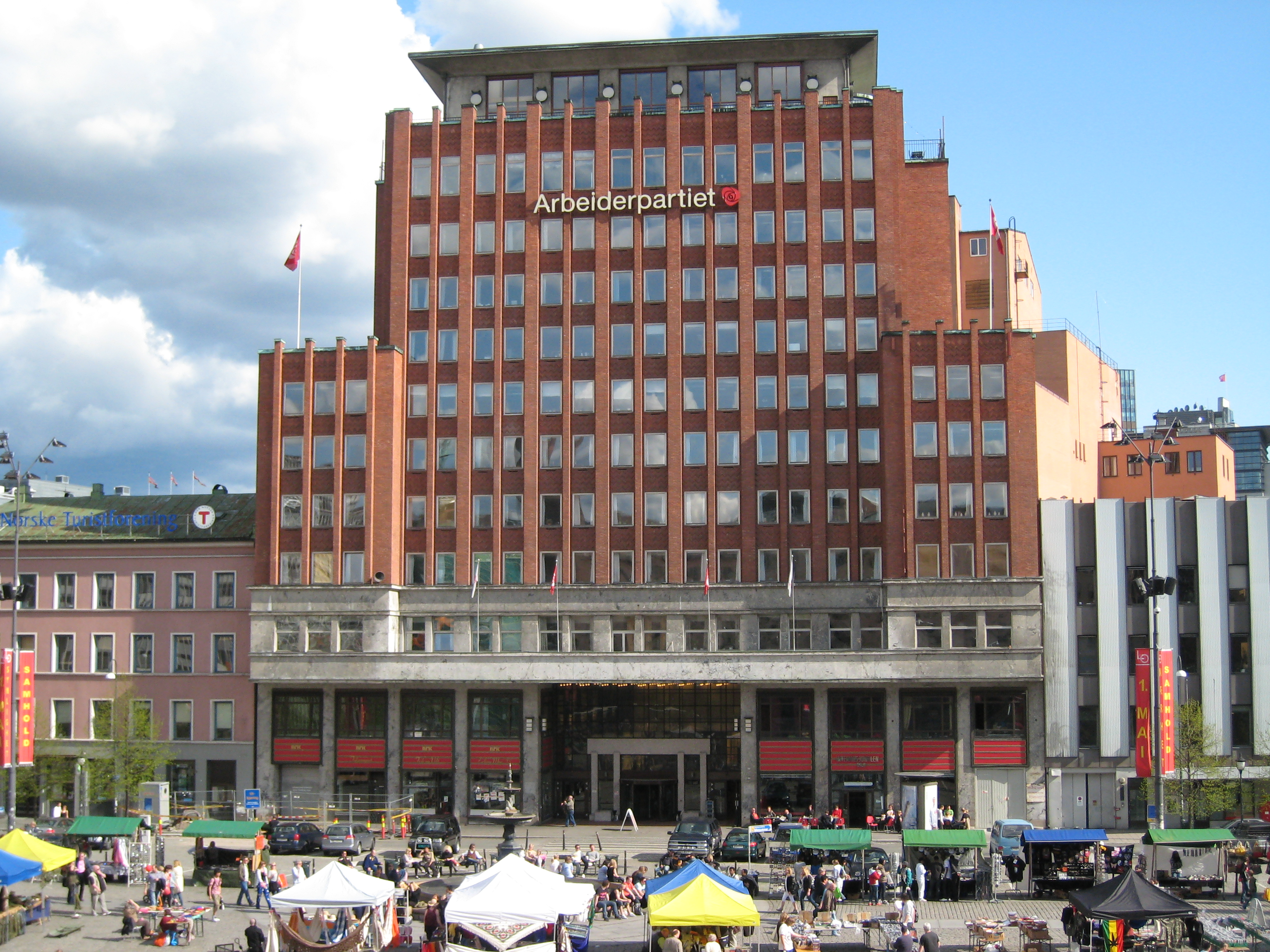
Folketeatret

### Erstes Halbfinale
Das erste Halbfinale (Delfinale 1) fand am 7. März 2014 um 20:05 Uhr (MEZ) im Folketeateret in Oslo statt.
| Platz | Startnr.                                   | Interpret                                 | Lied Musik (M) und Text (T)                                                         | Sprache                      | Übersetzung (Inoffiziell)      |
| ----- | ------------------------------------------ | ----------------------------------------- | ----------------------------------------------------------------------------------- | ---------------------------- | ------------------------------ |
| 1.    | 2                                          | MO                                        | Heal M/T: Laila Samuelsen                                                           | Englisch                     | Heilen                         |
| 2.    | 4                                          | Linnea Dale                               | High Hopes M/T: Linnea Dale, Kim Edward Bergset                                     | Englisch                     | Große Hoffnungen               |
| 3.    | 3                                          | Dina Misund                               | Needs M: Dina Misund; T: Frode Bjørgmo Strømvik                                     | Englisch                     | Bedürfnisse                    |
| –     | 1                                          | Hilda & Thea Leora                        | Best Friend's Boyfriend M/T: Martin Kleveland, Lisa Desmond Linder, Jesper Jakobsen | Englisch                     | Der Freund des besten Freundes |
| 5     | TIMBRE & Frikk Heide-Steen feat. Ida Stein | Frozen By Your Love M/T: Anders Bratterud | Englisch                                                                            | Von deiner Liebe eingefroren |                                |

 Kandidat hat sich für das Finale qualifiziert.

### Zweites Halbfinale
Das zweite Halbfinale (Delfinale 2) fand am 8. März 2014 um 20:55 Uhr (MEZ) im Folketeateret in Oslo statt.
| Platz | Startnr.       | Interpret                                                  | Lied Musik (M) und Text (T)                                 | Sprache       | Übersetzung (Inoffiziell) |
| ----- | -------------- | ---------------------------------------------------------- | ----------------------------------------------------------- | ------------- | ------------------------- |
| 1.    | 4              | Knut Kippersund Nesdal                                     | Taste of You M: Magnus Hængsle, Jenny Mo; T: Jenny Mo       | Englisch      | Dein Geschmack            |
| 2.    | 3              | Oda & Wulff                                                | Sing M/T: Christer Wulff                                    | Englisch      | Singe                     |
| 3.    | 5              | Charlie                                                    | Hit Me Up M/T: Melanie Fontana, John Asher, Lars K. Hustoft | English       | Ruf mich an               |
| –     | 1              | Cir.Cuz                                                    | Hele verden M/T: Mats Melbye, Thomas Pedersen               | Norwegisch    | Die gesamte Welt          |
| 2     | Martine Marbel | Right Now M: Martine Marbel, Goran Obad; T: Martine Marbel | Englisch                                                    | Im Augenblick |                           |

 Kandidat hat sich für das Finale qualifiziert.

### Drittes Halbfinale
Das dritte Halbfinale (Delfinale 3) fand am 9. März 2014 um 20:05 Uhr (MEZ) im Folketeateret in Oslo statt.
| Platz | Startnr. | Interpret                                    | Lied Musik (M) und Text (T) | Sprache                    | Übersetzung (Inoffiziell)                |
| ----- | -------- | -------------------------------------------- | --- | -------------------------- | ---------------------------------------- |
| 1.    | 5        | Carl Espen                                   | Silent Storm M/T: Josefin Winther                                                                                                 | Englisch                   | Leiser Sturm                             |
| 2.    | 2        | El Cuero                                     | Ain't No Love (In This City No More) M: Brynjar Takle Ohr, B.L. Rolland; T: Brynjar Takle Ohr, Øyvind Blomstrøm, Håvard Takle Ohr | Englisch                   | Keine Liebe (Nicht mehr in dieser Stadt) |
| 3.    | 4        | Elisabeth Carew                              | Sole Survivor M/T: Elisabeth Carew, David Eriksen, Simon Climie, Mats Lie Skåre                                                   | Englisch                   | Einziger Überlebender                    |
| –     | 1        | Moi                                          | Bensin M/T: Ingjerd Østrem Omland                                                                                                 | Norwegisch                 | Benzin                                   |
| 3     | Ilebek   | Who Needs the Universe? M/T: Andreas Ihlebæk | Englisch | Wer braucht das Universum? |                                          |

 Kandidat hat sich für das Finale qualifiziert.

## Finale

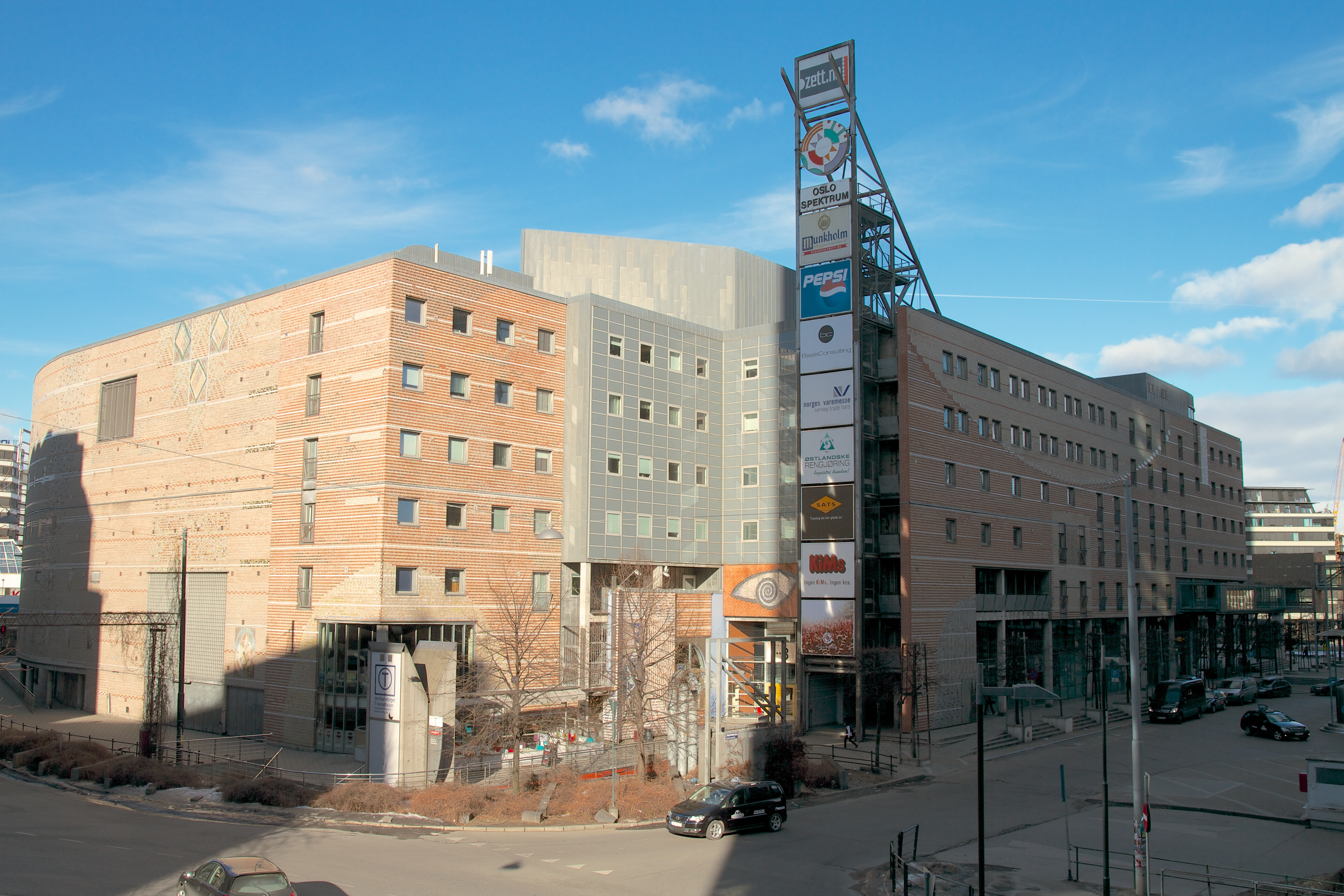
Oslo Spektrum

Das Finale (Finalen) fand am 15. März 2014 um 19:55 Uhr (MEZ) im Oslo Spektrum statt.
| Platz | Startnr. | Interpret              | Lied Musik (M) und Text (T) | Sprache  | Übersetzung (Inoffiziell)                |
| ----- | -------- | ---------------------- | --- | -------- | ---------------------------------------- |
| 1.–4. | 3        | Knut Kippersund Nesdal | Taste of You M: Magnus Hængsle, Jenny Mo; T: Jenny Mo                                                                             | Englisch | Dein Geschmack                           |
| 1.–4. | 5        | MO                     | Heal M/T: Laila Samuelsen | Englisch | Heilen                                   |
| 1.–4. | 6        | Linnea Dale            | High Hopes M/T: Linnea Dale, Kim Edward Bergset                                                                                   | Englisch | Große Hoffnungen                         |
| 1.–4. | 8        | Carl Espen             | Silent Storm M/T: Josefin Winther                                                                                                 | Englisch | Leiser Sturm                             |
| 5.–9. | 1        | El Cuero               | Ain't No Love (In This City No More) M: Brynjar Takle Ohr, B.L. Rolland; T: Brynjar Takle Ohr, Øyvind Blomstrøm, Håvard Takle Ohr | Englisch | Keine Liebe (Nicht mehr in dieser Stadt) |
| 5.–9. | 2        | Elisabeth Carew        | Sole Survivor M/T: Elisabeth Carew, David Eriksen, Simon Climie, Mats Lie Skåre                                                   | Englisch | Einziger Überlebender                    |
| 5.–9. | 4        | Dina Misund            | Needs M: Dina Misund; T: Frode Bjørgmo Strømvik                                                                                   | Englisch | Bedürfnisse                              |
| 5.–9. | 7        | Charlie                | Hit Me Up M/T: Melanie Fontana, John Asher, Lars K. Hustoft                                                                       | English  | Ruf mich an                              |
| 5.–9. | 9        | Oda & Wulff            | Sing M/T: Christer Wulff | Englisch | Singe                                    |

 Kandidat hat sich für das Golfdinale qualifiziert.

### Goldfinale

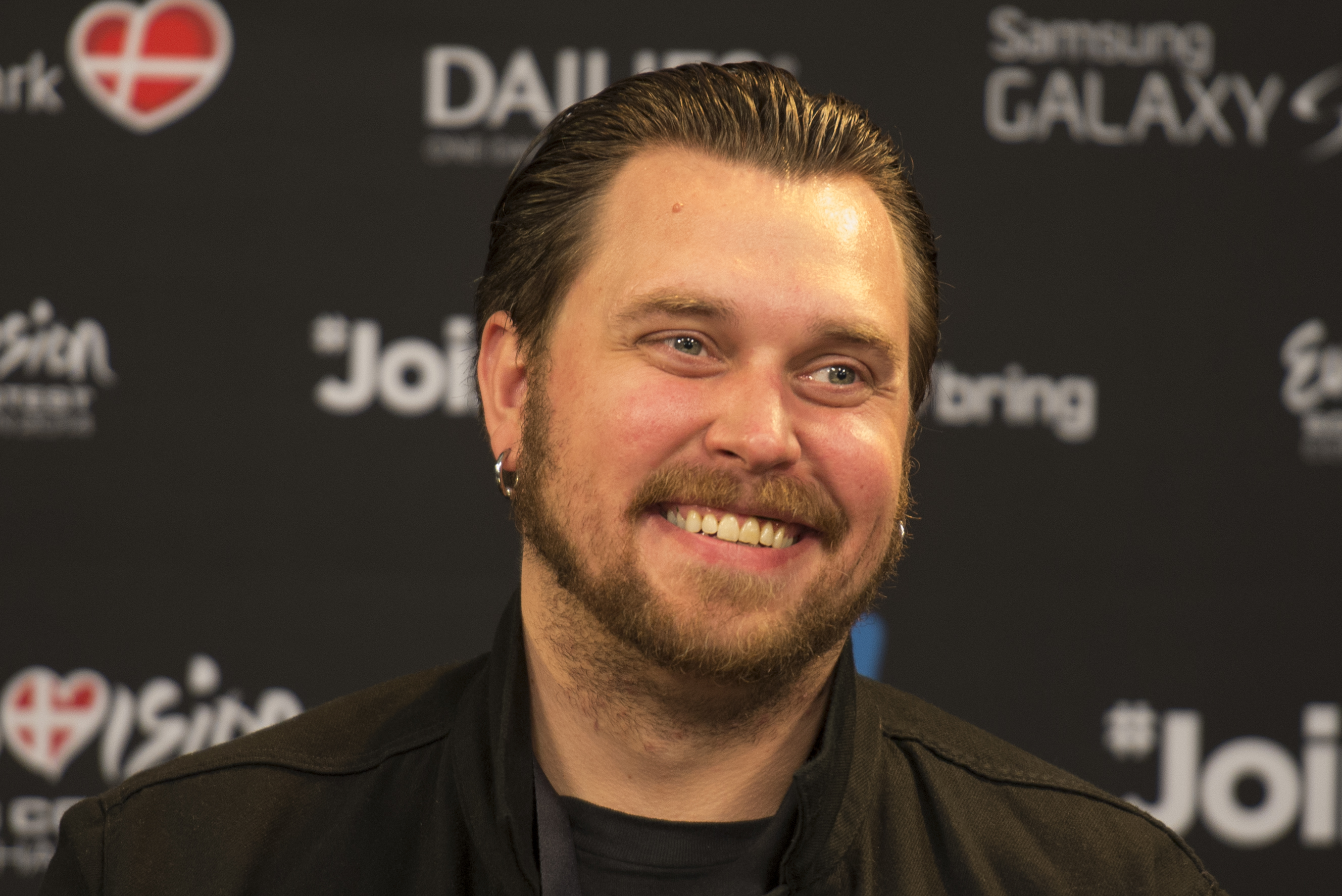
Der Gewinner der norwegischen Vorentscheidung: Carl Espen

Das Goldfinale (Gullfinale) ist Teil der Finalsendung. Hierbei konkurrieren die vier Beiträge gegeneinander, die die meisten Stimmen erhalten haben. Jeder Künstler erhält Punkte aus allen der fünf Landesteile. Die Punkte stellen die Anzahl der SMS dar, die für den jeweiligen Teilnehmer generiert werden konnten. Carl Espen gewann die Abstimmung im Goldfinale und vertrat Norwegen beim Eurovision Song Contest.
| Platz | Startnr. | Interpret              | Lied Musik (M) und Text (T)                           | Zuschauerstimmen nach Region (SMS) | Zuschauerstimmen nach Region (SMS) | Zuschauerstimmen nach Region (SMS) | Zuschauerstimmen nach Region (SMS) | Zuschauerstimmen nach Region (SMS) | Gesamt |
| Platz | Startnr. | Interpret              | Lied Musik (M) und Text (T)                           | Østlandet                          | Nord-Norge                         | Midt-Norge                         | Sør-Norge                          | Vestlandet                         | Gesamt |
| ----- | -------- | ---------------------- | ----------------------------------------------------- | ---------------------------------- | ---------------------------------- | ---------------------------------- | ---------------------------------- | ---------------------------------- | ------ |
| 1.    | 2        | Carl Espen             | Silent Storm M/T: Josefin Winther                     | 23.264                             | 4.697                              | 4.397                              | 4.812                              | 16.542                             | 53.712 |
| 2.    | 4        | Linnea Dale            | High Hopes M/T: Linnea Dale, Kim Bergset              | 22.746                             | 3.304                              | 3.484                              | 4.832                              | 04.720                             | 39.086 |
| 3.    | 3        | MO                     | Heal M/T: Laila Samuelsen                             | 23.615                             | 3.021                              | 3.181                              | 3.714                              | 03.874                             | 37.405 |
| 4.    | 1        | Knut Kippersund Nesdal | Taste of You M: Magnus Hængsle, Jenny Mo; T: Jenny Mo | 17.440                             | 1.805                              | 3.083                              | 2.039                              | 03.390                             | 27.757 |